# اسکاتی لیون‌ورت
اسکاتی لیون‌ورت (انگلیسی: Scott Alexander "Scotty" Leavenworth؛ زادهٔ ۲۱ مهٔ ۱۹۹۰) یک هنرپیشه اهل ایالات متحده آمریکا است. وی از سال ۱۹۹۴ میلادی تاکنون مشغول فعالیت بوده‌است.

## گزیده فیلمشناسی
از فیلم‌ها یا برنامه‌های تلویزیونی که وی در آن نقش داشته‌است می‌توان به آثار زیر اشاره کرد.
- مجستیک (فیلم) (۲۰۰۱)
- زندگی به عنوان یک خانه (۲۰۰۱)
- دانی دارکو (۲۰۰۱)
- ارین براکویچ (۲۰۰۰)
- مسیر سبز (۱۹۹۹)
- کدبانوهای وامانده
- نمایش درو کری
- بخش فوریت‌های پزشکی (مجموعه تلویزیونی)
- استخوان‌ها (مجموعه تلویزیونی)